# Kapel Onze-Lieve-Vrouw van Rust
De Kapel Onze-Lieve-Vrouw van Rust is een betreedbare kapel te Elen in de Belgische gemeente Dilsen-Stokkem. Hierbij behoorde ook de Kapelhof, aan de huidige Zonnestraat 39, die van oorsprong een laathof was.

## Geschiedenis
De hoeve werd voor het eerst in 1400 vermeld, toen ene Herman van der Capellen de hoeve en de kapel erfde. Vanaf de 16e eeuw was dit in bezit van de familie De Rhoe, om in 1705 gekocht te worden door de Kruisheren van Maaseik. De naam Van der Capellen is reeds van 1370 bekend, dus vóór die tijd moet de kapel er al geweest zijn.
Aan de kapel was vanouds een priester verbonden, en ze was groter dan tegenwoordig. De Kruisheren vergrootten de kapel nog in . Men vereerde er een miraculeus Mariabeeld dat naar verluidt eeuwen geleden door de Maas was aangespoeld en bekendstond als Onze-Lieve-Vrouw van Rust. Dit trok vele bedevaartgangers. Toen de kapel, tijdens de Franse bezetting, in 1798 genaast werd, werd het beeld door Coopmans, die als Kruisheer ook pastoor van Heppeneert was, in veiligheid gebracht. Uiteindelijk verplaatste de devotie zich daarheen. De kapel werd in 1799 afgebroken om met de stenen een schuur te bouwen. Slechts de sacristie bleef bewaard.

## Heden
De huidige kapel is vermoedelijk de sacristie van de oorspronkelijke kapel. Het is nu een eenvoudig bakstenen gebouwtje onder zadeldak. Een gevelsteen draagt het jaartal 1752. In 2006 werd het interieur vernieuwd en daarna werd ook nog het metalen kruis op de voorgevel vervangen en teruggebracht in de oorspronkelijke staat.
De huidige kapelhoeve was in 1830 de woning van het gezin van de eigenaar, een schaapherder, een koeherder en twee dienstmeiden. Het oudste deel is een woonhuis, daterend uit de 1e helft van de 18e eeuw, of mogelijk de 2e helft van de 17e eeuw. Twee andere woonhuizen zijn in de 19e eeuw bijgebouwd. Ook van de bedrijfsgebouwen is het oudste deel een stal uit de 18e eeuw. Daarnaast zijn er bedrijfsgebouwen uit de 2e helft van de 19e eeuw.